# Егоров, Антон Юрьевич
Антон Юрьевич Егоров (род. 8 мая 1964 года) — российский физик, специалист в области физики и технологии наногетероструктур полупроводниковых твердых растворов, приборов оптоэлектроники и микроэлектроники на их основе, член-корреспондент РАН (2011).

## Биография
А.Ю.ЕГОРОВ, 1964 г.р., в 1987 году успешно окончил  Ленинградский электротехнический институт (ЛЭТИ) им. В.И.Ульянова (Ленина) по специальности оптико-электронные приборы. После окончания ЛЭТИ, работал в Институте аналитического приборостроения Академии наук СССР,  в Государственном оптическом институте им. С.И. Вавилова,  в НТЦ микроэлектроники при Физико-техническом институте им. А.Ф.Иоффе РАН, в Физико-техническом институте им. А.Ф.Иоффе РАН, в Учреждении Российской Академии наук Санкт-Петербургском Академическом университете – научно-образовательном центре нанотехнологий РАН, в  Федеральное государственное бюджетное учреждение высшего образования и науки «Санкт-Петербургский национальный исследовательский Академический университет имени Ж.И. Алферова Российской академии наук», прошел путь от инженера до проректора по науке. В настоящее время А.Ю.ЕГОРОВ работает в должности технического директора научно-производственной компании ООО «Коннектор Оптикс», специализирующейся на разработке и изготовлении полупроводниковых приборов фотоники и микроэлектроники.
А.Ю.ЕГОРОВ принимал активное участие в международном научном сотрудничестве: являлся лауреатом стипендии фонда Александра фон Гумбольдта (Германия); работал приглашенным ученым в Университете Гаваны (Куба), Университете Калифорнии Сан-Диего (США), научно-исследовательском отделение компании Сименс (Германия), Тайваньском Институте Индустриальных Технологий (Тайвань).
Являясь профессором Университета ИТМО и членом диссертационных советов Университета ИТМО и Института аналитического приборостроения РАН А.Ю.ЕГОРОВ принимает активное участие в подготовке нового поколения молодых ученых. Под его научным руководством состоялась защита четырех диссертационных работ на соискание степени кандидата наук, одной работы на соискание степени доктора наук.

## Научная деятельность
А.Ю.ЕГОРОВ является ведущим специалистом в области физики и технологии полупроводниковых наногетроструктур. Основное направление научной деятельности А.Ю.ЕГОРОВА -  разработка технологии получения новых полупроводниковых материалов и наногетероструктур методом молекулярно-пучковой эпитаксии и создание, на их основе, современных полупроводниковых приборов.
В 1996 г. А.Ю.ЕГОРОВУ была присвоена ученая степень кандидата физико-математических, в 2011 г. - ученая степень доктора физико-математических наук. В 2011 г. А.Ю.ЕГОРОВ избран член-корреспондентом Российской академии наук по Отделению нанотехнологий и информационных технологий.
Работы А.Ю.ЕГОРОВА представляют значительным вклад в развитие в России метода молекулярно-пучковой эпитаксии – современной технологии синтеза полупроводниковых наногетероструктур. Труды А.Ю.ЕГОРОВА оказали существенное влияние на успешное развитие нового научного направления физики полупроводников «Полупроводниковые наногетеростуктуры с квантовыми точками и инжекционные лазеры на их основе». Он  разработал новое научное направление современной физики полупроводников «Светоизлучающие азотсодержащие полупроводниковые гетероструктуры твердых растворов A3B5-N и лазеры на их основе». В результате, впервые в мире была продемонстрирована возможность создания эффективных инжекционных монолитных вертикально-излучающих лазеров диапазона 1280-1330 нм и открыты перспективы для их практического применения в волоконно-оптических линиях связи.
Под руководством А.Ю.ЕГОРОВА проводятся научно-исследовательские и опытно-конструкторские  работы по созданию базовых промышленных технологий полупроводниковых наногетероструктур для сверхвысокочастотных монолитных интегральных схем. Важным результатом деятельности А.Ю.ЕГОРОВА является организация и запуск в Академическом Университете пилотного производства полупроводниковых наногетероструктур для микроэлектроники.  А.Ю.ЕГОРОВ успешно руководил проектами Федеральной целевой программы Минобрнауки России «Исследования и разработки по приоритетным направлениям развития научно-технологического комплекса России на 2014—2021 годы». Под его руководством разработаны и созданы: полупроводниковые вертикально-излучающие лазеры спектрального диапазона 1530-1565 нм для высокоскоростных оптических линий, квантово-каскадные лазеры среднего инфракрасного диапазона длин волн.
А.Ю.ЕГОРОВ является автором 415 публикаций в высокорейтинговых научных журналах, 21 патента, 1 монографии выпущенной издательством OXFORD University Press. Индекс Хирша А.Ю.ЕГОРОВА 44, что подтверждает высокий интерес к его работам мирового научного сообщества.
А.Ю.ЕГОРОВ лауреат главной премии МАИК «Наука/Интерпериодика» 2000 года за цикл научных статей, посвященных исследованию гетероструктур с квантовыми точками. А.Ю.ЕГОРОВ лауреат премий конкурса лучших научных работ ФТИ им. А.Ф.Иоффе 2003 и 2008 годов. А.Ю.ЕГОРОВ награжден медалью Минобрнауки России «За вклад в реализацию государственной политики в области образования» (Приказ от 17.09.2021 №1163 к/н), 08.02.2024 награжден юбилейной медалью «300 лет Российской Академии Наук», имеет Благодарственное письмо Президента Российской Федерации от 16.01.2024.